# 고산골공룡공원

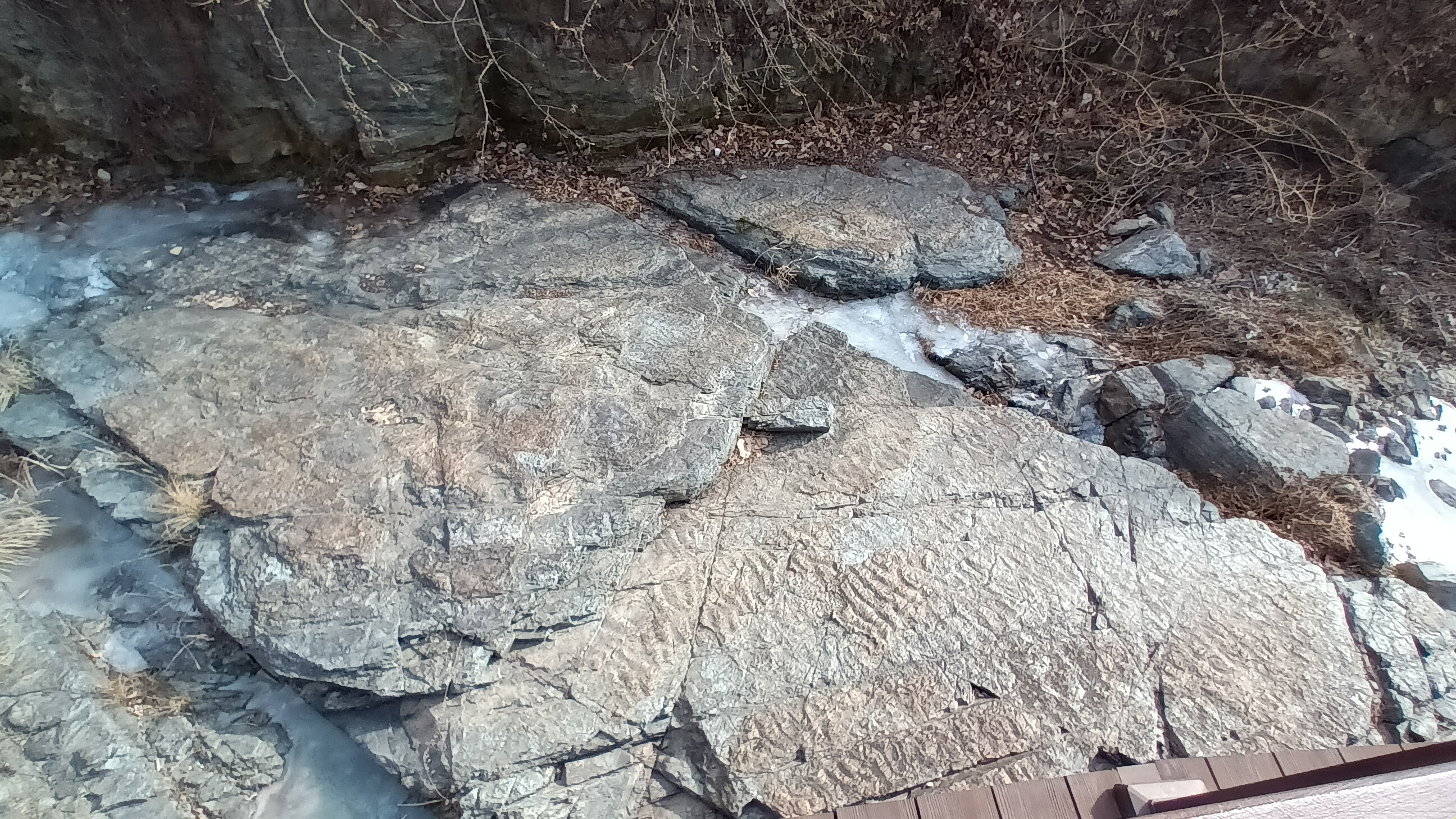
고산골공룡공원 내 경상 누층군 반야월층에 드러난 고산골 화석지 공룡발자국화석 및 연흔 구조

고산골공룡공원(고산골恐龍公園, Gosangol Dinosaur Park)은 대한민국 대구광역시 남구 봉덕동 고산골에 위치한 공룡발자국 화석산지이다. 이곳에는 중생대 백악기의 퇴적암 지층 경상 누층군 반야월층의 암회색색 노두 상에 공룡발자국 화석과 연흔 및 건열 구조가 드러나 있다.

## 개요
고산골 공룡공원은 대한민국 대구광역시 남구 봉덕동에 위치한 생태학습공원이다. 가족 단위 나들이 명소로 유명하며 특히 어린이 동반 가족 방문객들에게 인기 있는 장소이다. 화산 폭발로 형성된 앞산의 역사적 지층을 기반으로 하여 중생대 백악기의 공룡 발자국 화석을 찾아볼 수 있는 장소로 알려져 있다
고산골공룡공원에서는 실제 크기의 움직이는 공룡 조형물과 함께 화석 발굴 모래놀이 시설이 운영된다. 방문객들은 공룡 해설사를 통해 공룡에 대한 학습과 체험을 할 수 있으며, 메타세쿼이아, 은행나무, 고사리 등 중생대부터 살아온 식물도 관찰할 수 있다.
2017년에 개장한 이후개장 초기 한 해 동안 100만 명 이상의 탐방객이 다녀갔으며, 이는 대구의 주요 관광 명소로 자리 잡는 데 크게 기여하였다. 유치원 및 초등학교 학생들의 현장 관찰 학습장으로도 널리 활용되며, 학습과 체험을 동시에 제공하는 장소로 인기를 끌고 있다.
고산골공룡공원은 단순한 관광 명소를 넘어, 공룡과 자연에 대한 교육적 가치가 높아 많은 방문객들이 자연을 배우고 경험하는 장소로 자리매김하고 있다. 공원 내 다양한 시설과 프로그램을 통해 방문객들은 즐거운 체험과 함께 교육적 정보를 얻을 수 있다.
고산골이라는 이름은 이 지역의 지형적 특성과 관련이 있으며, 대구광역시 남구 봉덕동의 앞산 고산골 하천 바닥에 발달한 공룡 발자국 화석을 기반으로 하여 '대구 고산골 공룡 발자국 화석'이라는 명칭이 붙여졌다. 이 지역에는 약 10여 개 이상의 공룡 발자국 화석이 분포하고 있으며, 이를 통해 과거의 생태 환경을 이해하는 데 중요한 자료가 되고 있다.

## 지질
약 1억 년 전 중생대 백악기 동안, 대구와 영남 지역은 거대한 습지 형태의 호수를 이루었으며, 이 지역은 공룡들이 서식하기에 적합한 환경을 제공했다. 당시 다양한 공룡들이 이 지역에 살았으며, 그들의 발자국이 지금의 고산골에서 발견되었다. 고산골에서 발견된 공룡 발자국은 주로 용각류와 조각류의 초식공룡 발자국으로, 몇몇 발자국은 육식공룡으로 보이는 수각류의 것으로도 알려져 있다. 이 지역에서 발견된 발자국들은 공룡들이 남긴 중요한 지질학적 자료로, 고대 호수의 퇴적 환경과 기후를 이해하는 데 도움을 준다.
고산골공룡공원의 발자국 화석은 중생대 백악기의 지층 경상 누층군 반야월층에 드러나 있다. 앞산 동북쪽 계곡 바닥의 반야월층의 혼펠스질 셰일과 셰일질이암에서 4 내지 5점의 조각류와 용각류에 해당하는 공룡의 발자국 화석이 드러나 있으며 연흔과 건열 구조도 드러나 있다. 이 공원은 2016년 9월 개장하여 화석 안내 표지판과 함께 공룡의 모형 화석 등 유소년을 위한 공룡 공원이 조성되어 있다. 공룡 발자국의 보존 상태가 뚜렷하지 않고 규모도 작지만 지역 주민들에게 자연사 체험의 여가 공간을 제공한다는 점에서 지질 유산의 사회적 활용을 극대화시킨 사례로 평가받고 있다.

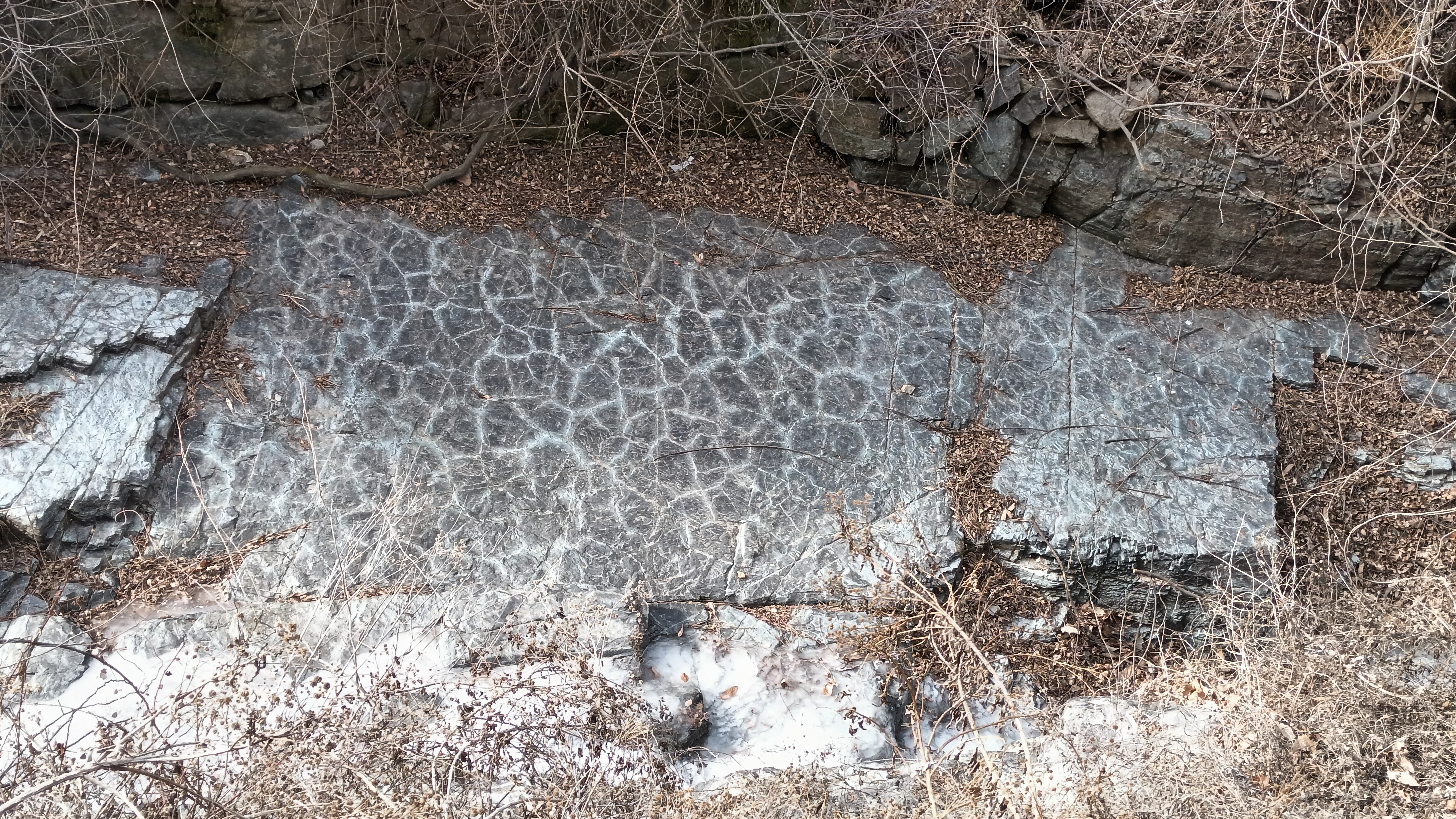
반야월층에 드러난 고산골 화석지 건열 구조

고산골에 나타나는 화석은 고산골 계곡 하상에 있는 약 25 m2 넓이의 지층면에서 11개 나타나며 조각류의 것이 4개, 용각류의 앞뒤 발자국이 7개이다. 세 발가락을 가진 조각류의 발자국 길이는 약 30 cm 이고 역사다리꼴 모양 용각류 뒷발자국 길이는 약 50 cm이다.

## 교통
공원에는 자동차 주차장이 있으며 간선 240, 349, 410번 버스(정류장: 고산골입구, 효성타운앞)를 이용해서 접근할 수 있다.
- ● 240번 : 방천리 ↔ 서대구역 ↔ 서구청 ↔ 중앙로 ↔ 봉덕시장 ↔ 고산골입구 ↔ 가창
- ● 349번 : 신매동 ↔ 고산동 ↔ 만촌동 ↔ 국립대구박물관 ↔ 황금동 ↔ 상동교 ↔ 효성타운앞 ↔ 남구청 ↔ 명덕역 ↔ 반월당역 ↔ 산격동
- ● 410/410-1번 : 앞산공원 ↔ 안지랑역 ↔ 현충로역 ↔ 명덕역 ↔ 반월당역 ↔ 경대교 ↔ 경북대학교 ↔ 복현오거리 ↔ 신천역 ↔ 수성시장 ↔ 수성못 ↔ 상동교 ↔ 효성타운앞/고산골입구 ↔ 앞산공원

## 같이 보기
- 대구광역시의 지질
- 경상 누층군 반야월층
- 고성 덕명리 공룡과 새발자국 화석산지